# Кохей Учимура
Кохей Учимура (на японски: 内村航平) е японски гимнастик, световен шампион в многобоя през 2009, 2010, 2011, 2013, 2014 и 2015 г. и олимпийски шампион в многобоя през 2012 и 2016 г.
Учимура започва да тренира гимнастика на 3-годишна възраст в спортния клуб на своите родители в Нагасаки. Сестра му, Харухи Учимура, също е гимнастичка.
Деветнадесетгодишният Учимура печели сребърен медал в многобоя по гимнастика за мъже на Летните олимпийски игри в Пекин, Китай през 2008 г. 
През ноември 2008 за първи път печели националното първенство по гимнастика на Япония. Той защитава успешно титлата си и е първи в това първенство и в следващите три години – през 2009 , 2010 и 2011 година.
На 15 октомври 2009 г. Кохей Учимура печели златен медал в многобоя на Световното първенство по спортна гимнастика, проведено в Лондон. Той става четвъртият японец, печелил титлата в многобоя на световно първенство.
Защитава световната си титла в многобоя в шампионата, проведен в Ротердам през октомври 2010 г.
На 14 октомври 2011, в Токио, Учимура става за трети път световен шампион в многобоя, като побеждава с повече от 3 точки втория Филип Бой (Германия).